# 電子遊戲中的性別歧視主義
電子遊戲中的性別歧視主義是指基於生理性別或心理性別的偏見或歧視，這些行為──例如、當遊戲根據性別刻板印象呈獻角色時──可能出現在電子遊戲的內容裡、或是遊戲玩家之間的互動，並可能帶給玩家性騷擾。
涉足電子遊戲文化的族群在1980年至1990年間起了變化，在當時、電子遊戲普遍被視作青年男子才會感興趣的玩意，而到了2010年，女性玩家已經佔所有玩家人數的一半了。這個改變導致遊戲業界發生了各種各樣的性騷擾事件，並促使業界人士和媒體開始注重電子遊戲裡的性別歧視問題。

## 騷擾

### 形式
性別歧視主義可能衍生出騷擾、負面批評、貶低特定性別、死亡威脅、強姦威脅、虛擬或現實的跟蹤、要求以性愛換取虛擬或現實的貨幣。
女性玩家有時會被冠以「入侵者」的汙名，因為她們被假設為不玩與女性無關的電子遊戲，而是只玩模擬市民、節奏遊戲或休閒遊戲一類的作品。相反的、對男性玩家的批評集中在聲稱他們缺乏對非暴力遊戲或「女生遊戲」的理解。因此、女性可能在會議、電子競技、虛擬商店中面臨攻擊行為，影響範圍包括遊戲開發者、遊戲玩家或記者，即使是以受邀者的身份在會議上提出建言時亦復如是。自從紅白機發售以來，電子遊戲的廣告就經常遭受僅針對男性的批評。自1990年代起，開始有遊戲業者將服裝曝露、嬌媚豐滿的女性用於遊戲封面和廣告上，一些女性設計師設計的非性化女性角色設計遭到拒絕，而一些女性在工作場所遇到性騷擾。
根據國際電子遊戲開發商協會（ International Videogame Developers Association）在2014年所進行的關於在電子遊戲開發工作中的滿意度調查，結果顯示、女性聲稱男性屬下較不服從自己的指令，管理職的人員會優先選擇白人男性，以及男性在招聘和晉升方面皆較為順利 。同一份調查還指出，許多女性開發者抱怨同事並不認真地看待自己在電子遊戲上提出的建言或構想，而是提出一些與工作無關、只為談情說愛的邀約；同樣的、也有男性認為自己遭受女性歧視。2015年的一份研究也得出了相同的結果，表示男性在科技業面試中亦受歧視。
在線上遊戲的相關在線設置中，經發有性騷擾情事發生。具體而言、65%的女性表示曾受性騷擾，並遭受了比男性還要多三倍的侮辱和貶損言論。在線上遊戲的匿名性下，女性容易受到充斥著極端的誤解和暴力的言詞評論。
一項對電子遊戲常見的批評是使用性化廣告，例如使用宣傳模特兒、創造一個貶損女性的角色、沒有正視女性受到的騷擾等。

### 頻率
雖然侮辱行為在網路遊戲與網際網路上十分頻繁，但根據Xbox Live主席史蒂芬·圖留士在2007年至2012年間的觀察，受到騷擾的目標通常是女性；而來自Riot Games的資料顯示，最常出現的言詞反映出種族歧視和同性戀恐懼，特別是歧視男同性戀的話語，在線上遊戲中更是俯拾即是。
俄亥俄大學在2012年的一份研究表示，同一個玩家在《最後一戰3》上分別扮演男性身份和女性身份遊玩時，儘管在遊戲中的得分相去不遠，女性身份收到的負面預設語音訊息會比男性身份高出三倍之多，甚至在遊戲開始前發出一段表示歡迎大家的訊息都可能導致對女性的性別歧視。2015年，《最後一戰3》一份對玩家互動的調查發現，遊戲技巧不甚熟練的男性玩家有頻繁地騷擾女性玩家的傾向。研究人員推測，表現不佳的男性「為了穩固自己的社會地位，試圖忽視一位女性的成就、並壓制她們企圖擾亂社會結構的行為，」
2006年的一份研究表示，83.4%的玩家曾看過「男同性戀」和「酷兒」被用作貶義詞的經驗，而52.7%的男同性戀玩家認為遊戲社群「有點敵意」，14%則認為「非常有敵意。」
另一項關於線上遊戲騷擾的研究也是從2012年開始的，研究顯示，到目前為止，對線上騷擾的實證研究並不多，現有的研究也很少集中在騷擾背後的動機上。

### 示例
以下是發生於2012年至2014年間，發生在美國、英國和德國，一些主流媒體關注電子遊戲中的性騷擾的案例。
- 2012年2月，在卡普空舉辦的《鐵拳》系列比賽中，一名男性教練對女性玩家的行為引發群情激憤[2]。他詢問她的罩杯尺寸、要她脫下自己的襯衫、提著網路攝影機特寫她的胸部和大腿、嗅聞她身上的味道、並在現場直播的比賽中對她品頭論足一番[3]。教練還表示：「性騷擾是格鬥遊戲社群的一環，從社會中消除性騷擾這回事、以道德的角度而言根本是錯的。」[30]過了數日、贊助公司對此仍沒有任何反應，而該名女性玩家最終放棄了比賽。[31]後來、卡普空發表道歉啟事，並表示「不能容忍任何拍攝過程中的不當和不尊重意見」[32]。而教練後來也道歉了。[3]
- 2012年5月，加拿大裔美國人阿妮塔·薩克伊西恩因為在網路上發表一系列的影片，討論《俠盜獵車手》、《刺客教條》等暢銷遊戲中對於女性的表現，因而受到各種網路霸凌，包括仇恨言論、性別歧視言論、強姦威脅和死亡威脅[3][6][33]。最近的一次威脅是在2014年10月15日，她預定於當日發表演講，但在前一天收到了一封匿名電子郵件，威脅她若舉行演講將會遭槍擊，演講因而取消。[34]
- 2013年，法國女性部落客Mar_Lard發布了一篇名為「怪異的性別歧視：為什麼我們的社會病了，如何解決它」（Sexisme chez les geeks: Pourquoi notre communauté est malade, et comment y remédier）的文章，引起了大眾對電子遊戲社群性別歧視問題的注意。[7][8][35]

## 影響
由Jesse Fox等人進行的研究認為，由於普羅透斯效應，在電子遊戲中表現性化的角色可能會對玩家產生不良的心理影響。他們規劃了一項研究，讓來自美國西岸大學的86名女性遊玩虛擬實境遊戲，並使用形象上與她們自身相似、再加以性化的虛擬角色，在其它變因不變的前提下出現高度強姦迷思。這是對關於強姦責任受害者的錯誤陳舊觀念的驗證，以及增加可能導致自我物化的身體相關思考。這個實驗可以證明在電子遊戲中使用性化角色的人，在現實中更可能對於女性和她們自己嚴格以對。研究認為，這可能肇因於人對自我的一種保護，為了避免想像自己站在相同的位置、她們更可能選擇指責遭強姦的受害者的行為。
在另一項研究中，來自北卡羅萊納州私立文理學院的181學生接受了測驗，相較於對照組、暴露於電子遊戲裡高度性化圖像的實驗組更能容忍性騷擾，但也較易接受強姦迷思。
Karen E. Dill和Kathryn P. Thill的研究指出，青少年、特別是那些男性玩家對那些有害媒體會對自己產生什麼不良影響根本毫無所悉，當然更不會知道他們暴露在那些不良影響裡有多長的時間。諸如涵化理論、社會學習理論、矛盾性別歧視、霸權男性氣概等理論都能佐證 Dill和Thill在研究中指出的有害媒體、例如電子遊戲對性別觀念和性別刻板印象的影響。這些理論還表示玩家或閱聽人接受到的訊息是、強調電子遊戲角色的方式之一是透過性別。研究表示：「對電子遊戲角色的性別描繪增強了性別歧視、父權、男性是強悍且具侵略性的、女性是不健全的性玩物、養眼物、次等公民。」
根據Jeffrey Kuznekoff和 Lindsey Rose的觀點，遊戲玩家在遊戲裡體驗對外貌、暴力和性對象的錯誤描述，這可能會影響到他們對其他玩家、特別是對女性玩家的理解和溝通。此外、由於線上遊戲的魅力所帶來的大量用戶，這些對性別的描繪越來越突出。他們發現女性的聲音比男性的聲音獲得了多將近三倍的負面評論，還發現這些負面評論和玩家本身的遊戲技巧水準並不相關。在一些例子中，儘管女性只是在與男性有相近的遊戲表現（勝利百分比56%和61%）的情況下發出和男性相同的內容──例如「嗨、大家好」或「夥伴們、讓我們這麼做」──也會收到飽含性別歧視的負面批判。此外他們還發現，比起獲得較積極的意見、她們更容易受到其他玩家的問題。總而言之、Jeffrey Kuznekoff和 Lindsey Rose發現女性聲音會成為眾矢之的，而且效果十分顯著。
2015年，德國一項為期三年的研究被發表，這是對824名玩家所做的調查。在年齡和教育程度不變的前提下，性別歧視的態度、玩電子遊戲的時間、和喜歡的電子遊戲類型並沒有關联性。儘管這個長期性研究是基於涵化理論，但結果表示玩電子遊戲不是導致玩家出現性別歧視的原因。不過研究的作者Johannes Breuer、Rachel Kowert、Ruth Festl和Thorsten Quandt都表示：「這份研究並不代表電子遊戲裡的性別歧視不是一個問題。有許多對熱門遊戲的分析表明、女性角色以過度性化的方式呈現，而且也有充份的證據支持許多玩家、特別是女性玩家在與其他玩家交流互動的過程中遭受性別歧視。」
2016年5月發佈的一項研究調查了性別績效差距的普遍認知。研究人員分析了超過一萬名美國MMORPG《無盡的任務II》和中國MMORPG《劍俠情緣網路版參》的玩家的成績數據。研究指出：「遊戲的表現之所以產生了性別差異，似乎不是因為性別本身、而是因為基於性別的混雜因素導致的。由於男性玩家的遊戲時間平均較長，因此成績較好。」 研究的作者Cuihai Shen表示，如果有性別差異、而男性的表現較好的話，那麼「男性應該可以在與女性玩家相同的遊戲時間內達到更高的等級」但這份的分析發現「男性和女性在這兩款遊戲中進步的速度不分軒輊」。Cuihai Shen還表示，不同性別的玩家在遊戲風格上並不相同，指出「相較於男性、女性花在遊戲上的時間較少，她們會選擇去輔助其它玩家或從事遊戲內的社會互動。」
為了消彌電子遊戲裡的性別歧視，法國策劃了一些法案，鼓勵電子遊戲設計者讓電子遊戲內的女性角色更為正面，並以獎金或其他形式的方式鼓勵。此外還提出一個分級制度，區分積極促進女性正面形象的遊戲、和不具有這些內容的非限制級遊戲。這項立法仍處於草擬階段，並期望於2016年年底完成。
154名義大利的男性高中生志願地參與了研究，他們在研究中的任務是玩三款不同類型的遊戲中的一款。第一款遊戲是《俠盜獵車手》，這款遊戲裡的女性通常是脫衣舞孃和妓女，被用來做為主角發洩性慾的對象，在故事中也不是重要角色；第二款遊戲是《戰慄時空1》和《戰慄時空2》，這款遊戲雖然暴力、但女性也擔任了重要角色，也沒有描繪她的性和性別；而第三款遊戲是《夢幻彈珠檯3D》和《Q.U.B.E. 2》，這兩個作品都是非暴力、且沒有性行為的。之後、再向受試者展示兩幅圖片的其中之一，圖片裡的女性是暴力的受害者，並詢問受試者的心中感受，依照等級最輕的1（完全不）到等級最高的7（非常強烈）來表示自己的同情、動容、體恤、慈悲、心軟、無視、無關緊要的情緒層級。研究得出的結論是，那些遊玩蘊含了強烈性暴力的遊戲《俠盜獵車手》的人對暴力之下的女性受害者表現出最少的同情心。「媒體加強了男性在社會上的強大和身體上暴力表現，因而強化了關於男人和男孩應該如何在社會中行動的假設，以及他們應如何對待婦女和女孩。這暴露出媒體中的性別角色對真實世界產生的後果。」